# آندره اسکارلت
آندره اسکارلت (انگلیسی: Andre Scarlett؛ زادهٔ ۱۱ ژانویهٔ ۱۹۸۰) بازیکن فوتبال اهل بریتانیا است.
از باشگاه‌هایی که در آن بازی کرده‌است می‌توان به باشگاه فوتبال چیپستید، باشگاه فوتبال لوتون تاون، باشگاه فوتبال متروپولیتان پلیس، باشگاه فوتبال والتون اند هرشام، باشگاه فوتبال چلمزفورد سیتی، باشگاه فوتبال استیونج، باشگاه فوتبال سنت آلبنز سیتی، باشگاه فوتبال وینگیت و فینشلی، باشگاه فوتبال والتون کژوالس، باشگاه فوتبال چشام یونایتد، باشگاه فوتبال هیتچین تاون، و باشگاه فوتبال استاینز تاون اشاره کرد.